# Forteresse de Mornas
Pour les articles homonymes, voir Mornas (homonymie).
La forteresse de Mornas, dans le département de Vaucluse, se dresse sur un éperon rocheux de la rive gauche du Rhône, dominant le village de Mornas, établi à son pied, et les environs. Elle eut une importance majeure de l'Antiquité à la Révolution française, à partir de laquelle elle tomba en ruine. Elle fut redécouverte dans le dernier tiers du XIXe siècle et fait depuis 1978 l'objet de nombreuses rénovations par les Amis de Mornas, association de conservation du patrimoine.

## Localisation
La forteresse, perchée sur un escarpement rocheux sur la rive gauche du fleuve, se dresse au-dessus village de Mornas, dans le département français de Vaucluse. La forteresse est un verrou de la vallée du Rhône, sur laquelle elle offre un point d'observation naturel.

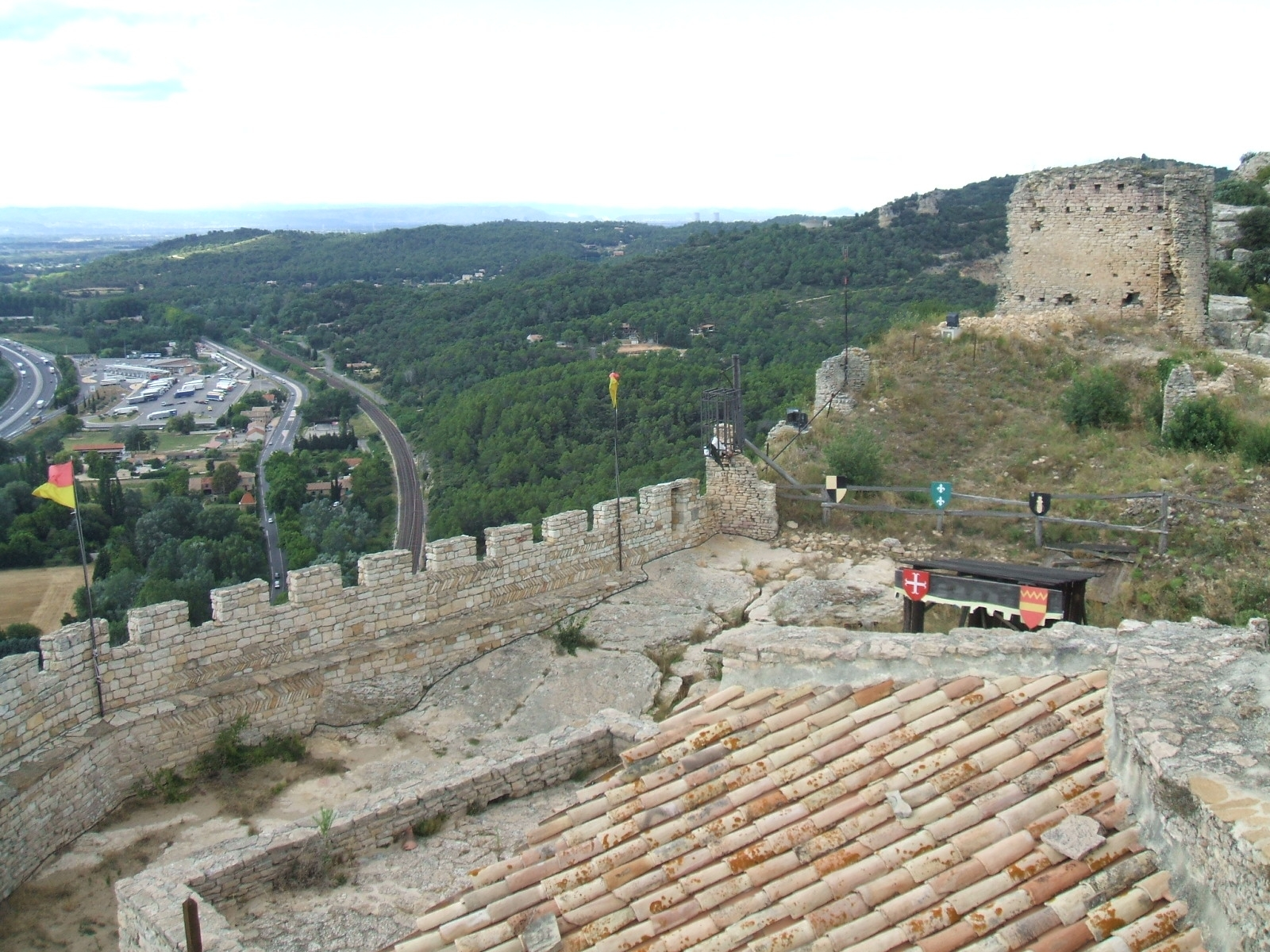
Vue vers le nord.
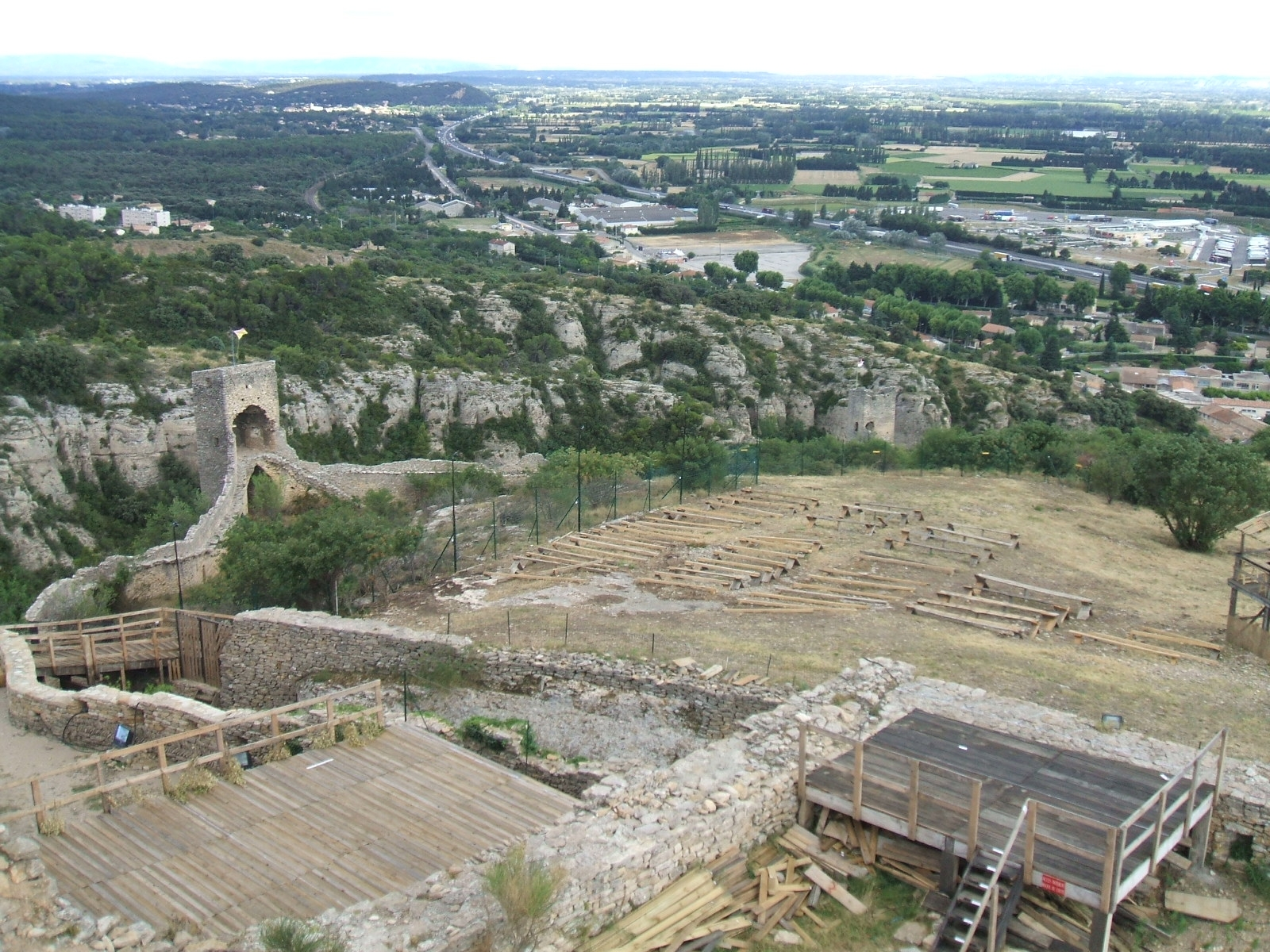
Vue vers le sud.

## Historique

### Antiquité

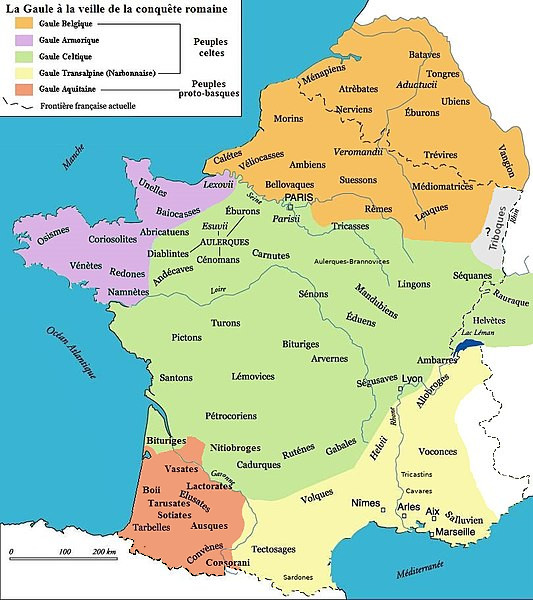
Carte des peuples celtes de Gaule.

L'histoire du rocher de Mornas est intimement liée à celle du Rhône qui a pu servir de frontière dès les Gaulois. Il s'agissait en premier lieu de surveiller le fleuve où la navigation permettait d'éviter les chemins plus dangereux pour les voyageurs.
La Marseille grecque était à l'origine de cette nouvelle façon de gérer le sol : s'appuyer sur les eaux et les fleuves. Le Rhône avait ainsi été tronçonné en secteur de deux limites, deux barrières, deux barres de confluences fixées sans équivoque à l'endroit où l'affluent se jette dans le fleuve.
La bataille de Vindalium, qui eut lieu au pied de la ville d'Aéria, où combattirent les Gaulois salyens coalisés et les Romains appelés par les Marseillais joua un rôle d'importance pour la domination sur la région.
Les Romains vainqueurs entourèrent le champ de bataille de tours où les armes des vaincus furent rassemblées,.
En 118, les Romains fondèrent la Provincia Romana qui, tout en protégeant Marseille, assurait une liaison terrestre de plus en plus sécurisée vers l'Espagne, son or, son argent, son blé, son huile d'olive…
L'oppidum ne put rester opérationnel dans cette nouvelle province romaine. Nul doute qu'un démantèlement, le comblement des citernes, tout et n'importe quoi pour ne pas servir de point de rébellion contre les Romains. Ces derniers fondèrent bientôt Orange pour y fixer une légion rappelant leur suprématie et le sort réservé aux gaulois révoltés. Ils tracèrent les nouveaux axes des quadrillages des terres. Ces centuriations effacèrent les anciennes bornes. La nouvelle organisation politique et administrative se met en place et assure la paix et la prospérité pour quelques siècles.

### Moyen Âge
Mornas est mentionné pour la première fois au IXe siècle (Rupea Morenata) et fut tour à tour propriété de l'abbaye d'Aniane, de l'archevêché d'Arles puis des comtes de Toulouse. Tandis qu'un village se développe au pied de la montagne, le site du castrum médiéval, mentionné en 1088, se fortifie en continuité avec l'oppidum antique. Ces premières fortifications étaient très probablement en bois.
La forteresse est longuement disputée par les comtes de Toulouse et les archevêques d'Arles, en raison notamment de sa position stratégique. En 1209, pendant la croisade contre les albigeois, le comte Raymond VI de Toulouse, accusé de sympathiser avec les hérétiques, est forcé de céder plusieurs de ses places fortes, dont Mornas, à l'Église. Mornas repasse ainsi sous le giron de l'archevêque d'Arles, avant d'être reprise par le comte de Toulouse jusqu'au traité de Paris en 1229, selon lequel toutes les possessions comtales à l'Est du Rhône passaient sous l'autorité du roi de France, à l'exception du Comtat Venaissin, et de facto Mornas, qui appartient désormais au pape. Ce dernier confie l'administration du comté au roi de France jusqu'en 1274, date à laquelle le pape Grégoire X reprend en main son administration. La forteresse est placée sous la tutelle des chevaliers de Saint-Jean de Jérusalem. Ces derniers rétrocèdent la forteresse, coûteuse à entretenir, en 1305.
La place-forte, qui fut l'objet d'importants travaux aux XIVe et XVIe siècles, joue un rôle important de défense lors de la guerre de Cent Ans, notamment contre les « compagnies » de routiers qui ravagent le pays à plusieurs reprises. Ces troubles cessent à la fin du XIVe siècle, marquant ainsi le début d'une période d'accalmie qui dure jusqu'à la deuxième moitié du XVIe siècle et les Guerres de religion.

### Guerres de religion
Négligée par l'Église pendant tout ce temps, la forteresse, mal entretenue, tombe facilement entre les mains des troupes protestantes en 1562 dirigées par Montbrun, lieutenant du baron des Adrets, qui fait précipiter les réfugiés et la garnison du haut de la falaise. Dans les années qui suivent Mornas est alors successivement aux mains des catholiques et des huguenots.
Les troubles cessent à la fin du XVIe siècle et la forteresse, perdant son rôle défensif, tombe peu à peu dans l'oubli et l'abandon.

### De nos jours: restauration et tourisme
Sa restauration est entreprise à partir de 1977 sous l'impulsion de l'association des « Amis de Mornas ». La réhabilitation se poursuit encore aujourd'hui et de nombreuses animations et reconstitutions sont proposées pendant la période estivale notamment,.
Les restes du château de Mornas ont été inscrits au titre des monuments historiques le 20 mai 1927.

## Description
La forteresse est bâtie sur un plateau rocheux de près de 200 m de long sur 70 m de large, dominant de 150 m le cours du fleuve. Elle est de forme plus ou moins trapézoïdale, dont le grand côté se trouve tourné vers l'ouest et le Rhône. Les différentes parties sont difficilement datables, du fait du style militaire assez uniforme relativement homogène employé dans la construction. Les courtines qui forment le parapet ne mesurent pas moins de deux kilomètres.
La partie nord est occupée par la forteresse, reconstruite au XIIe siècle, proprement dite : l'accès est protégé par une barbacane suivie d'une chicane, ouvrages pouvant être datés du XIVe siècle. Ce dispositif est complété par une casemate datant du XVe siècle.
L'intérieur de la partie nord s'organise autour d'une esplanade, bordée à l'est par la porte d'accès, les citernes et les anciens logis, restaurés. Au sud s'élève le donjon (XIIIe siècle ?), tour quadrangulaire de 20 mètres de haut et 3,50 × 5,60 mètres de côté. Son sommet offre un panorama sur la vallée du Rhône et les environs. Au sud-est de l'ensemble nord se dresse la chapelle, à nef unique de trois travées voûtée en plein cintre sur doubleaux et terminée par une abside en cul-de-four. L'édifice, remontant vraisemblablement à l'époque romane, a été grandement restauré dans les années 1980 (reconstruction de la voûte, déblaiement des gravats). L'abside a été incluse dans le rempart défensif au XIVe siècle.
L'ensemble est nord est séparé de la partie sud, ou basse-cour, par deux douves sèches successives. Il s'agit d'une vaste étendue, correspondant à la partie méridionale du promontoire, cernée par une enceinte remontant au XIVe siècle et qui se raccordait au système de défense du village proprement dit, en contrebas. La raison d'être d'une telle superficie fortifiée n'est pas connue.

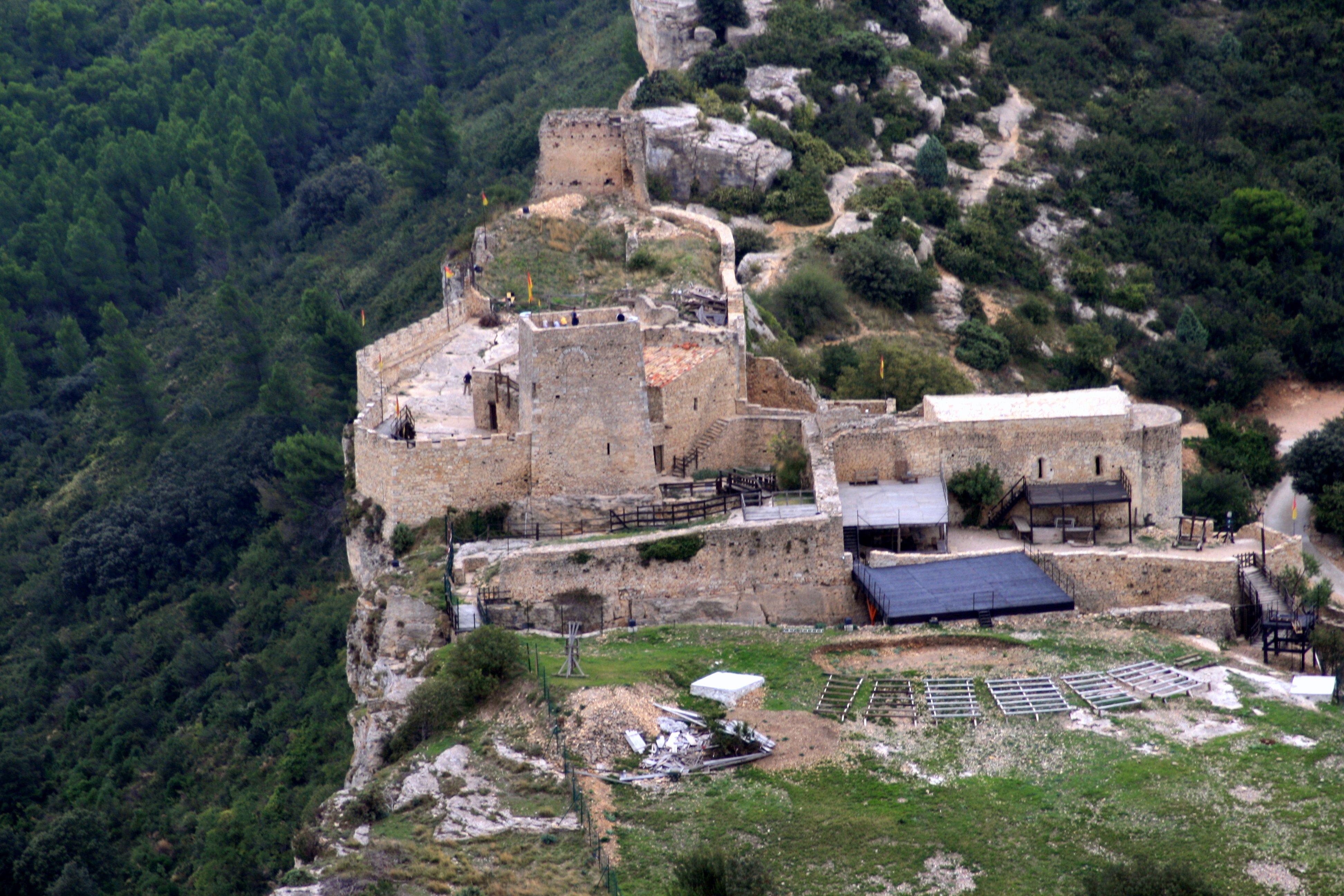
Vue aérienne 1.
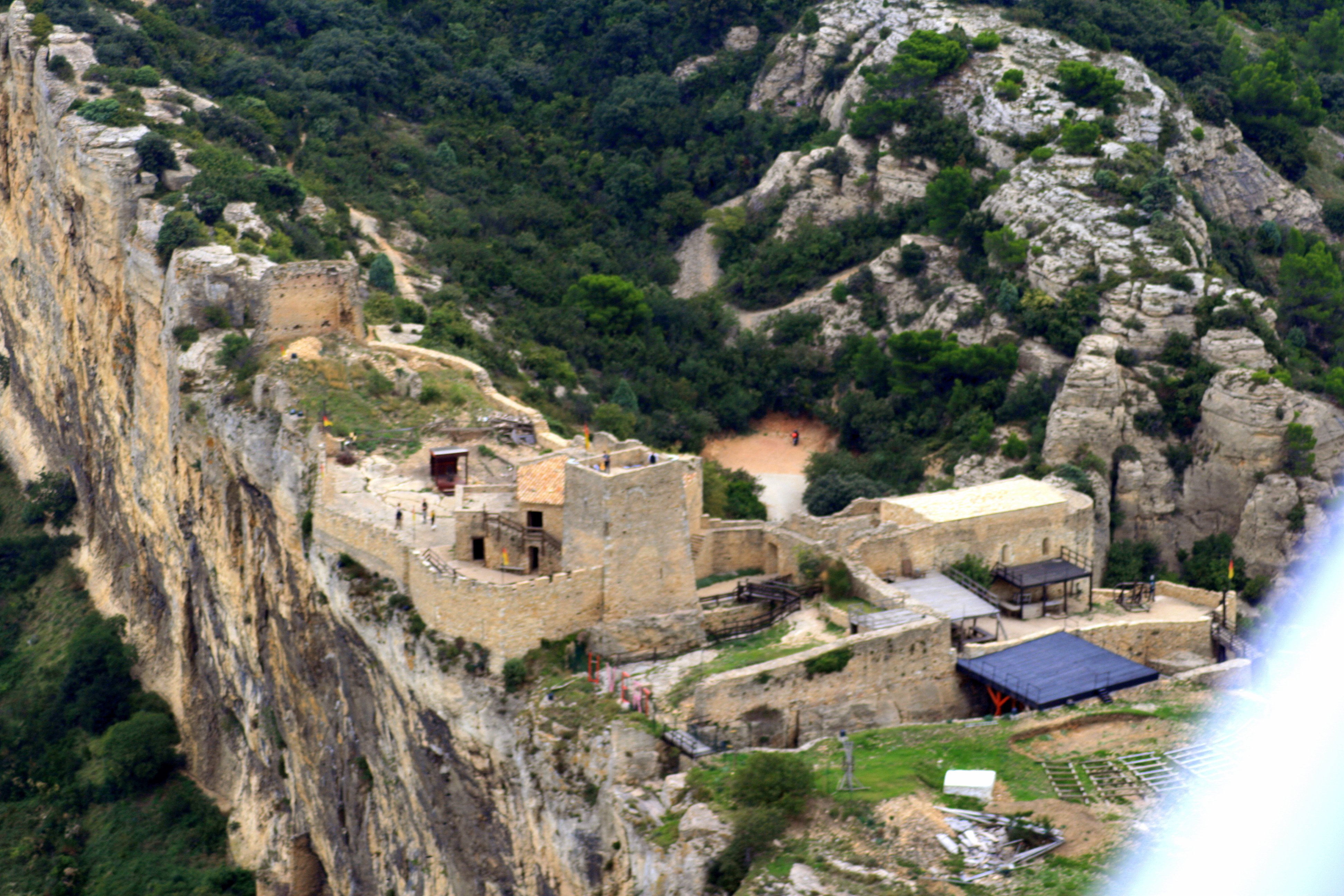
Vue aérienne 2.
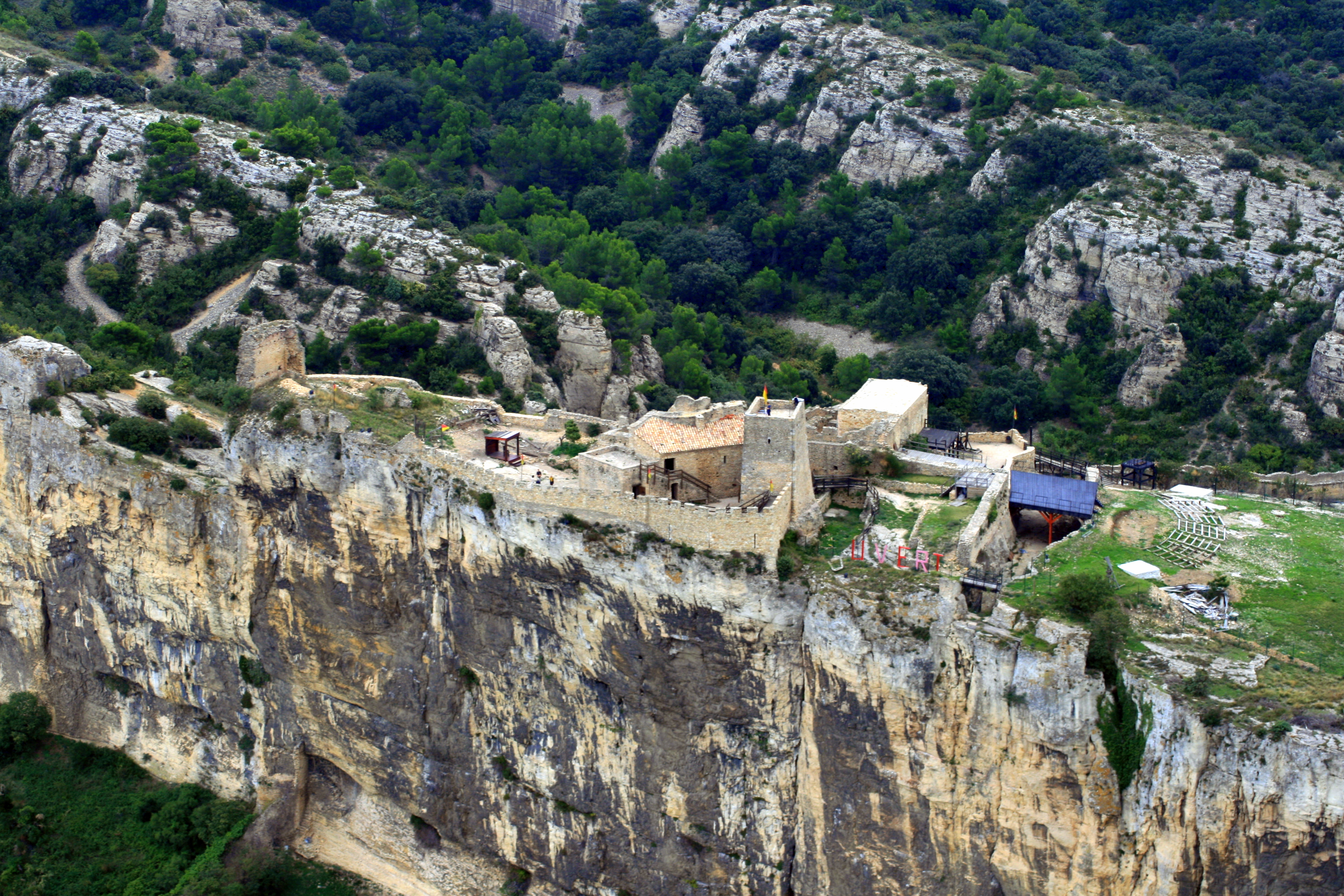
Vue aérienne 3.
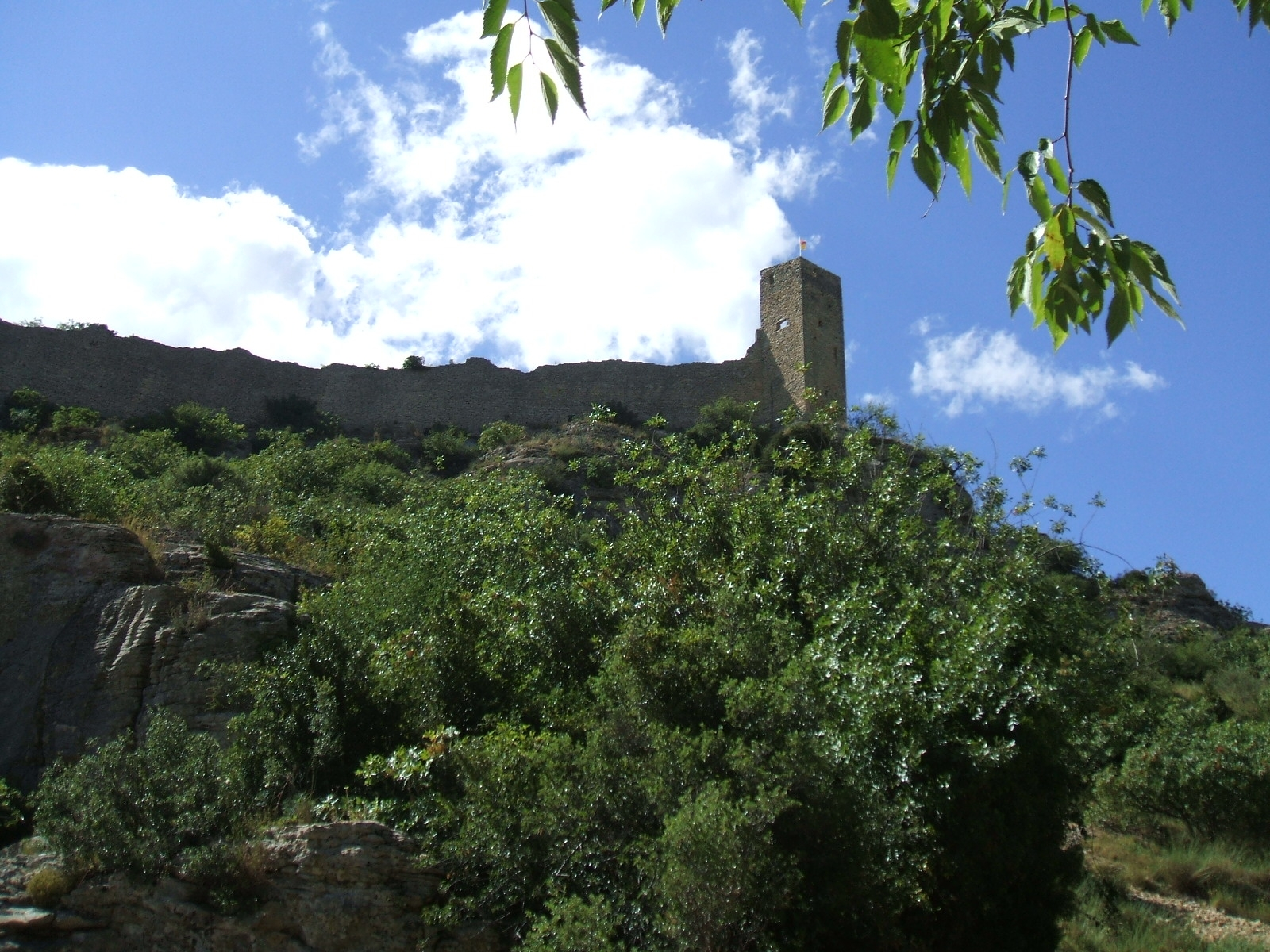
Tour sud-est.
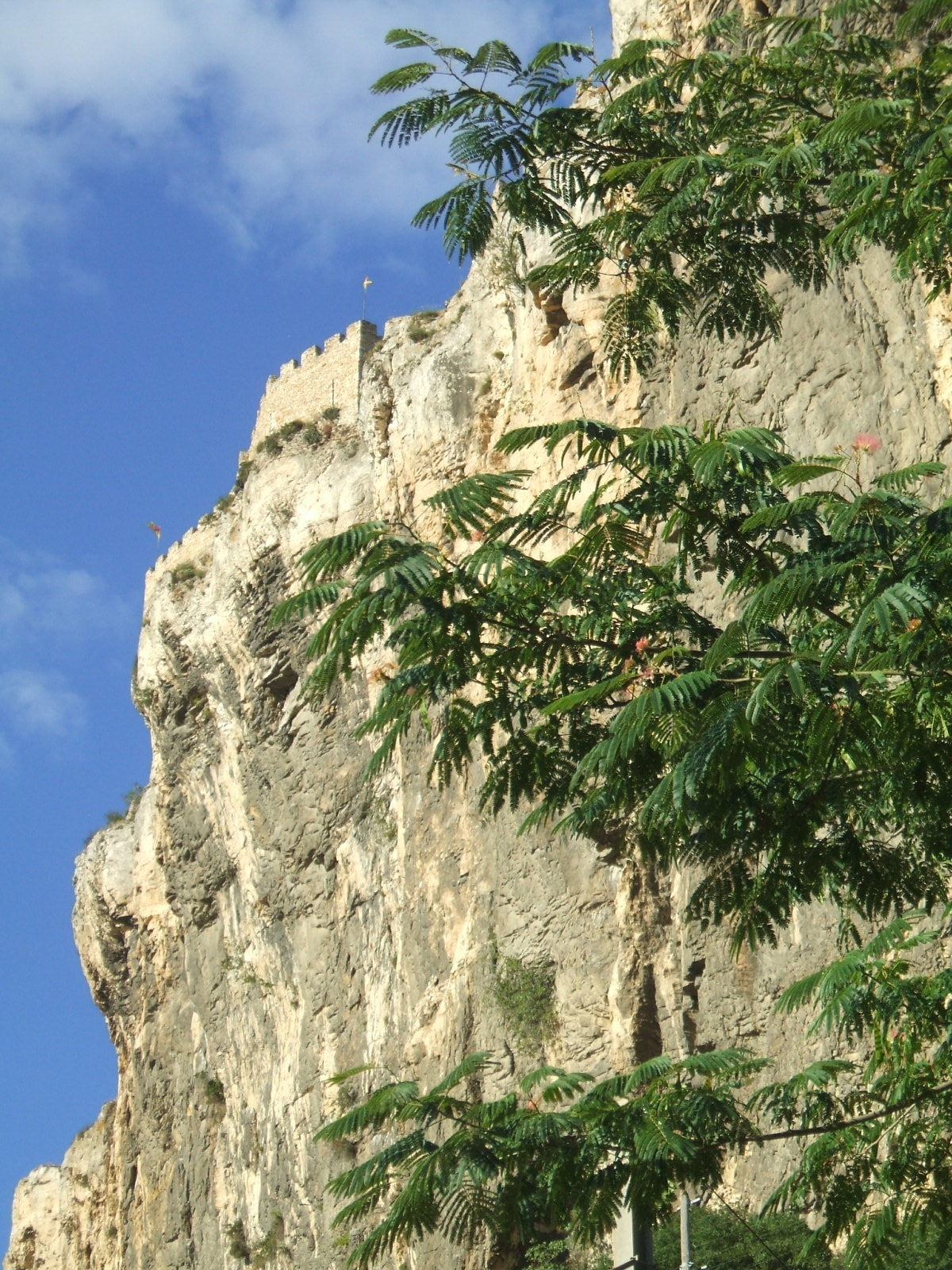
Vue en contre-plongée depuis la Grande Rue du village sur la falaise calcaire.